# Cha-cha-chá (película)
Cha-cha-chá es una película española dirigida por Antonio del Real.

## Sinopsis
Lucía (Ana Álvarez) y María (María Adánez) son dos amigas, muy jóvenes y muy guapas. Son íntimas desde niñas y lo comparten todo. Bueno, todo menos Pablo (Jorge Sanz), el novio de María al que Lucía ama en secreto... hasta que logra llevárselo a la cama. A pesar de la maravillosa noche de amor, Pablo sigue siendo el novio de María y para que deje de serlo, Lucía máquina un enrevesado plan... Si María se enamora de otro chico, ella tendrá el campo libre con Pablo. Pero ese supuesto chico debe ser lo más cercano al hombre perfecto: guapo, inteligente, sofisticado, culto simpático, alto... Para llevar a cabo el "trabajo de seducción", Lucía contrata por sesiones a Antonio (Eduardo Noriega), un guapísimo modelo profesional cuyos modales, gustos y conocimientos se sitúan en el polo opuesto de lo que requiere la ocasión. Lucía se encarga, personalmente, de instruir a Antonio hasta en los detalles más íntimos. Finalmente, cuando Lucía consigue su propósito, que María y Antonio tengan una cita íntima, ésta se da cuenta de sus verdaderos sentimientos hacia Antonio y hacia Pablo e intercambian parejas.

## Reparto
| Actor/Actriz      | Personaje         |
| ----------------- | ----------------- |
| Eduardo Noriega   | Antonio           |
| Ana Álvarez       | Lucía             |
| María Adánez      | Maria             |
| Jorge Sanz        | Pablo Cires       |
| Gabino Diego      | Gustavo           |
| Marta Belaustegui | Marta             |
| Elisa Matilla     | Dori              |
| Antonio Medina    | Jefe              |
| Kunio Miyairi     | Camarero japonés  |
| José Cantero      | Hombre de lavabos |
| Antonio del Real  | Director Spot     |
| Pilar Ordóñez     | Tere              |
| Eduardo Úrculo    | Pintor Galeria    |
| Paula Izquierdo   | Directora         |